# L'Opritchnik
Personnages
- le prince Jemtchoujni boyard (basse)
- Nathalie, sa fille (soprano)
- Moltchan Mitkov, vieil homme (basse)
- la princesse Morozova, boyarine mezzo-soprano
- André Morozov, son fils (ténor)
- Basmanov, jeune opritchnik (alto)
- le prince Viazminski, ennemi des Morozov (baryton)
- Zakharievna, gouvernante de Nathalie (soprano)

L'Opritchnik (en russe : Опричник ; en orthographe précédant la réforme de 1917-1918 : Опричникъ) est un opéra en quatre actes et cinq scènes par Piotr Ilitch Tchaïkovski, sur un livret russe du compositeur, tiré de la tragédie éponyme d'Ivan Lajetchnikov (1792-1869), et composé en 1870-1872. La première représentation eut lieu au théâtre Mariinsky à Saint-Pétersbourg, le 12 avril 1874 (ancien style), sous la direction d'Eduard Nápravník. L'histoire se passe en Russie à l'époque de l'opritchnina (1565-1573), sous le règne d'Ivan le Terrible.
L'œuvre est dédiée au grand-duc Constantin Nikolaïevitch de Russie (1827-1892).

## Genèse
Le livret a été écrit par Tchaïkovski. La pièce Opritchniki ( russe : Опричники ) d'Ivan Lajetchnikov (1792-1869) lui a servi de modèle. La tragédie d'Ivan Lajetchnikov est divisée en 5 actes et 11 scènes. Cette tragédie est jouée pour la première fois le 18 octobre 1867 au théâtre Bolchoï Kamenny de Saint-Pétersbourg et est présentée quinze fois au public. Il est fort probable que Tchaïkovski l'ait vue et s'en soit inspiré pour son opéra.

## Composition
L'œuvre est composée entre février 1870 et mars 1872. Pour la première scène du premier acte, le compositeur a utilisé presque tout le livret de la première scène de son opéra Le Voïevode (1867-1868). Grigori Lichine a écrit le texte de l'aria pour le prince Viazminski (acte II, n° 9a) en 1878.

### Distribution
Première au Mariinsky en 1874:
- Le prince Jemtchoujni, boyard (basse): Vassili Ivanovitch Vassiliev (dit Vassiliev Ier)
- Natalia, sa fille (soprano): Wilhelmina Raab
- Moltchan Mitkov, un vieil homme (basse): Soboliev
- La princesse Morozova, boyarine (mezzo): Alexandra Kroutikova
- Andreï Morozov, son fils (ténor): Orlov
- Basmanov, jeune opritchnik du tsar (alto)[5]: Vassili Mikhaïlovitch Vassiliev (dit Vassiliev II)
- Le prince Viazminski, ennemi des Morozov (baryton): Ivan Melnikov
- Zakharievna, gouvernante de Natalia (soprano): Olga Schröder

## Représentations successives

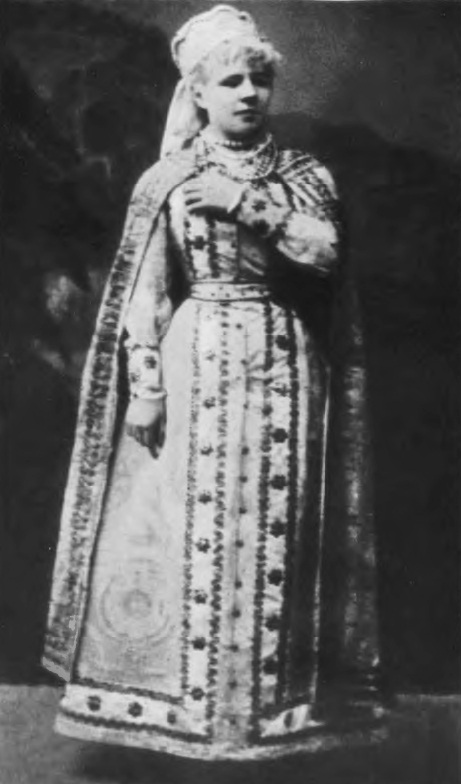
Emilia Pavlovskaïa dans le rôle de Nathalie, au théâtre Mariinsky en 1879.

Le 4 mai 1875: première représentation à Moscou au théâtre Bolchoï, sous la direction d'Eduard Merten. Avec Demidov (Jemtchoujni), Charlotta Smelskaïa (Natalia), Eulalia Kadmina (Morozova), Alexandre Dodonov (Andreï), Platon Radonejski (Viazminski), Anna Aristova (Basmanov). 
En 1897, L'Opritchnik est joué à Moscou au théâtre de Solodovnikov par l'opéra privé de Moscou, avec Nikolaï Cheveliov (Mitkov), Anton Sekar-Rojanski (Andreï), Chametine (Viazminski). La même année, il est joué de nouveau au théâtre Mariinsky sous la direction d'Eduard Nápravník, dans une mise en scène de Kondratiev, des décors de Yakovlev et Chichkov, avec un ballet d'Ivanov et dans les principaux rôles Constantin Serebriakov (Jemtchoujni), Euphrosinia Cuza (Natalia), Maria Slavina (Morozova), Ivan Erchov (Andreï). 
En 1899, il retourne au Bolchoï de Moscou sous la direction d'Ippolit Altani, avec Markova (Natalia), Alexandra Kroutikova (Morozova), Pavel Poraï-Kochits et Nikolaï Figner (Andreï).
En 1904, l'opéra est monté au Bolchoï de Moscou sous la direction de Serge Rachmaninov, avec Stepan Trezvinski dans le rôle de Jemtchoujni et Nadejda Salina dans le rôle de Natalia.
Il est joué encore à Moscou en 1911, cette fois-ci au théâtre d'opéra Zimine, sous la direction d'Ivan Palitsyne dans une mise en scène de Piotr Olenine et des décors de Matorine. Les rôles sont tenus par Vassili Damaïev (Andreï), Lidia Milova (Natalia), Natalia Ostrogradskaïa (Morozova), Valeri Troubine (Jemtchoujni). 
D'autres représentations ont lieu à Kiev (1874, 1915), Kazan (1878), Kharkov (1880), Riga (1903), Helsingfors (1908). Après la Révolution, l'œuvre pour la première fois dans l'ère soviétique est de nouveau représentée à Kiev en 1924 sous la direction de Steinberg. Elle l'est encore en 1940 à Sverdlovsk (ancienne Ekaterinbourg) au théâtre d'opéra et de ballet, sous la direction d'Arnold Margoulian, avec dans les principaux rôles Kolodoub (Natalia), Agranovski (Andreï), Belooussova (Morozova), Loubentsova (Basmanov), Chadine (Mitkov), Stoliarov (Jemtchoujni). L'opéra est joué en URSS à Gorki, Frounzé en 1957 et à Kharkov en 1958.
En 1999, le Bolchoï présente cet opéra que la capitale n'avait pas vu depuis longtemps. La direction est de Mark Ermler, dans une mise en scène d'Irina Molostova, avec Maria Gavrilova et Elena Zelenskaïa (Natalia), Nikolaï Vassiliev et Pavel Koudriavtchenko (Andreï), Tatiana Erastova, Olga Teriouchnova et Irina Doljenko (Morozova), Alexandra Dourseneva, Marina Choutova et Irina Oganessova (Fédor Basmanov), Vladislav Verestnikov, Alexandre Naoumenko et Alexandre Kisseliov (le prince Viazminski), Viatcheslav Potchapski et Nikolaï Nizienko (le prince Jemtchoujni).
Le 9 novembre 2015, la salle de concert du théâtre Mariinsky en donne la première dans une nouvelle mise en scène sous la direction de Valeri Guerguiev.

## Argument
Acte I
Dans le jardin du prince Jemtchoujni, au coucher du soleil.
Le boyard Jemtchoujni reçoit la visite d'un vieil homme, Moltchan Mitkov, qui lui demande la main de sa jolie fille Nathalie. Le prince accepte, malgré l'âge avancé du prétendant, mais l'avertit que la jeune fille ne recevra aucune dot. Nathalie arrive, accompagnée d'un cortège de servantes et de sa gouvernante Zakharevna. La princesse n'aime pas la triste chanson de la canette entonnée par les servantes; elle ne supporte pas la vie ennuyeuse du « terem », les appartements destinés aux femmes; opprimée par l'angoisse, elle propose la chanson du rossignol, une cantilène qui raconte l'histoire d'une jeune fille morte de douleur après avoir été contrainte d'épouser un vieil homme. Lorsque sa nourrice la réprimande, Nathalie insiste pour qu'on raconte, alors, une histoire d'amour. Puis le groupe se disperse jouant à cache-cache dans les buissons. Surviennent André Morozov, son ami Basmanov et une escouade d'opritchniki, les miliciens du tsar Ivan le Terrible. André aime Nathalie, qui lui a promis de l'épouser et tous veulent l'aider à réaliser son vœu. Demeurés seuls, André confie à son ami son intention de s'enrôler dans la milice, pour que le tsar lui rende justice des infamies subies dans le passé. En effet, Jemtchoujni a tué son père et dépouillé sa famille de ses biens, la ruinant complètement. André ne désire aucune fête, il veut seulement se venger et épouser Nathalie. Basmanov le convainc de ne pas demander l'accord de sa mère pour son enrôlement et lui donne une somme d'argent qu'il lui rendra une fois opritchnik. La nuit est presque tombée, Nathalie, qui a entendu leur conversation, sort d'un buisson, angoissée pour son bien-aimé, tandis que ses servantes tentent de la distraire en faisant une ronde.
Acte II
Tableau 1 Dans la cabane d'un paysan.
La princesse Morozova, mère d'André, pleure en évoquant les torts causés par le perfide Zemtchoujni mais elle est prête à accepter son triste sort pour garder la protection divine de son fils. André arrive et exhorte sa mère à oublier le passé; il lui donne la bourse d'argent de Basmanov, sénéchal du tsar. La princesse est horrifiée à la vue de la bourse et met son fils en garde contre le danger; Basmanov, familier du terrible tsar est fait de la même pâte. André essaie de la rassurer en lui disant que cet argent fut confié au sénéchal par son père alors qu'ils combattaient côte à côte. La princesse ne peut l'arrêter, et elle lui recommande de ne pas souiller l'honneur paternel et lui donne sa bénédiction.
Tableau 2 Les quartiers du tsar dans le village d'Alexandrovski.
Autour de la table dressée, les opritchniki glorifient le tsar, interrompus par le prince Viazminski, car ils troublent le sommeil du souverain. Basmanov annonce que le tsar accepte de prendre André dans sa milice. Le prince est furieux; il ne peut supporter que le fils de son ennemi fasse partie des fidèles du tsar, et veut se venger. Basmanov réussit à le calmer en lui rappelant que les fautes des pères ne peuvent retomber sur les fils, et que de toute façon un ordre impérial doit être appliqué. On appelle Morozov pour qu'il prononce son serment, jure fidélité au tsar, n'ayant aucun autre devoir ni autre affection qu'envers son souverain. Il lui faudra, donc, oublier sa mère et Nathalie. Il promet de ne jamais violer ce pacte, et quand Viazminski lui rappelle ce qu'il encourt en cas de trahison, il hésite. Mais il n'a pas le choix, renoncer signifierait la mort, poussé par Basmanov, André jure et tous chantent la gloire du tsar.
Acte III 
Une place à Moscou.
Le peuple pleure son tsar bien-aimé qui a établi sa nouvelle résidence loin de la ville. La princesse Morozova craint pour l'avenir de son fils; elle voudrait aller prier, mais sur le chemin de l'église un groupe d'enfants l'en empêche; Nathalie survient et se jette dans ses bras. Elle s'est enfuie de la maison paternelle, enfermée jusqu'au jour de ses noces et demande l'aide de la princesse. Cette dernière lui explique qu'il est dangereux de lutter contre un père aussi puissant et déterminé; Nathalie est prête à mourir s'il faut renoncer à André. Survient Zemtchoujni et sa suite; la jeune fille se jette à ses fenoux implorant sa clémence. Les serviteurs entourent Nathalie et la ligotent; des opritchniki arrivent, parmi lesquels sont André et Basmanov. Un seul regard suffit à la princesse Morozova : son fils s'est enrôlé dans la milice ! Basmanov voudrait emmener le jeune homme conscient du danger qu'il court, mais André répète à sa mère que son enrôlement n'est dicté que par la vengeance. Malgré ses paroles, elle maudit son fils, terrassée par la douleur. Basmanov avertit André que son seul salut est de demander au tsar de le délier de son serment; tous se dirigent vers la demeure du tsar.
Acte IV
Résidence du tsar dans le village d'Alexandrovski.
On fête les noces d'André et Nathalie avec des chœurs et des danses. Le jeune André Morozov est heureux d'avoir été délié de son serment; mais est aussi triste de quitter ses amis opritchniki; il confirme sa dévotion au tsar. Basmanov lui rappelle qu'il demeure, néanmoins, un opritchnik jusqu'à minuit et est tenu d'obéir au tsar. Nathalie animée par de mauvais présages, attend la fin du banquet avec impatience. Le prince Viazminski entre annonçant que le tsar veut voir la mariée, qu'on dit si belle. Morozov en est honoré, mais quand il comprend que Nathalie doit y aller seule, il refuse de la laisser partir. Les opritchniki lui rappellent qu'il est tenu d'obéir et Basmanov tente de lui présenter la chose comme un jeu, tandis que Viazminski savoure sa vengeance. André et Nathalie préfèrent mourir plutôt que de se soumettre. La jeune fille évanouie est emmenée par les miliciens et André capturé; lui, sera soumis au supplice, qui, par la perfidie de Viazminski, aura lieu sous les yeux de sa mère, qui s'effondre de douleur, pendant que les opritchniki glorifient le tsar.

## Programme
Acte I
Acte II
Acte III
Acte IV

## Enregistrements
- 1948: direction Alexandre Orlov, chœur et orchestre de la radio soviétique. Avec Alexandre Koroliov (le prince Jemtchoujni), Natalia Rojdestvenskaïa (Natalia), Vsevolod Tioutiounik (Moltchan Mitkov), Lioudmila Legostaïeva (la princesse Morozova), Dmitri Tarkhov (André Morozov), Zara Doloukhanova (Basmanov), Constantin Polaïev (le prince Viazminski), Antonina Klechtchiova (Zakharievna).

- 1980: direction Guennadi Provatorov, chœur central et orchestre symphonique de la télévision et de la radio soviétique. Avec Evgueni Vladimirov (Jemtchoujni), Tamara Milachkina (Natalia), Vladimir Matorine ( Mitkov), Larissa Nikitina (Morozova), Lev Kouznetsov (André), Raïssa Kotova (Basmanov), Oleg Klionov (Viazminski), Nina Derbina (Zakharievna).

- 2003: direction Guennadi Rojdestvenski, Orchestra e Coro del Teatro Lirico di Cagliari. Avec Vassili Savenko (le prince Jemtchoujni), Elena Lassoskaïa (Natalia), Dmitri Oulianov (Moltchan Mitkov), Irina Doljenko (Morozova), Vsevolod Grivnov (André), Alexandra Dourseniova (Basmanov), Vladimir Ognovenko (Viazminski), Cinzia De Mola (Zakharievna).